# Măslin

Măslinul este un arbore din familia oleacee, originar din Siria și zonele de litoral din Turcia, foarte răspândit și în Grecia continentală și în arhipelagul elen. Este considerat „arborele veșnic roditor”, fiind un arbore cu o longevitate extraordinară, având o uimitoare putere de regenerare, dând mereu rădăcini și lăstari noi.
Genul olea conține în jur de 20 de specii larg răspândite în jurul globului. Sunt pomi mici întâlniți în zonele limitrofe Mării Mediterane, în sudul Africii, în sud-estul Asiei, în estul Australiei. Frunzele măslinilor se mențin verzi pe întreaga durată a anului.
Măslinul preferă climate cu ierni blânde și veri toride, se dezvoltă foarte bine pe soluri calcaroase atinse de briza mării.

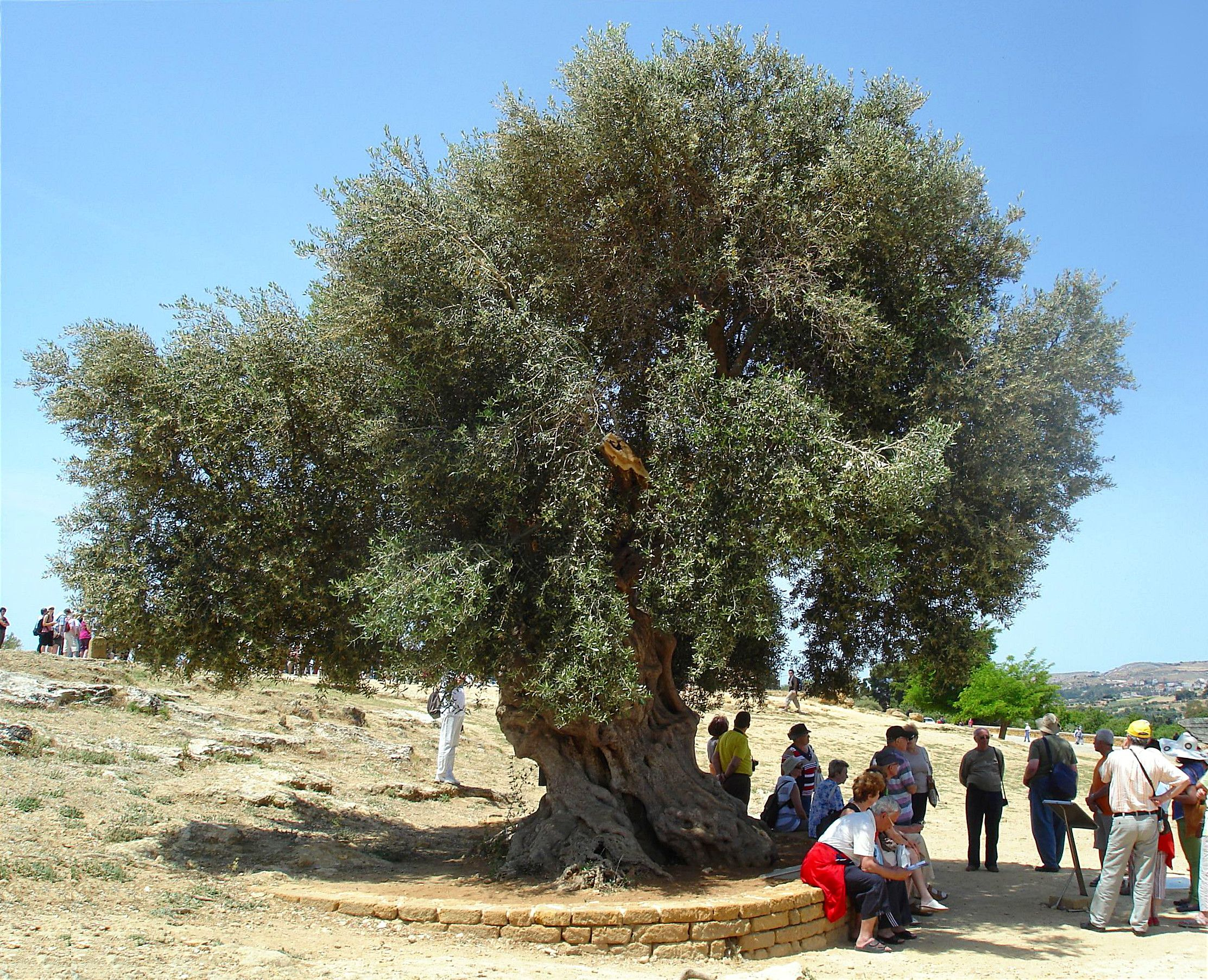
Măslin Olea europaea L. în parcul Valle dei templi (valea templelor) din Agrigento, Sicilia
Conform panoului instalat in fața sa, pentru informarea turiștilor, are următoarele dimensiuni:
Înălțimea = 6,50 m
Circumferința trunchiului la bază=7,50m
Circumferința trunchiului la înălțimea de 1, 30 m= 5,20 m
Dimensiunea coroanei E-V= 5,80 m
Dimensiunea coroanei N-S= 6,70 m
Vârsta estimată 500-600 ani

Olea europaea, măslinul european, este cea mai cunoscută specie din genul Olea, fiind apreciat încă din antichitate. Măslinele erau folosite fie pentru obținerea uleiului de măsline, fie erau consumate ca fructe. Pentru că au un gust amar, măslinele treceau printr-un proces natural de fermentare sau erau consumate în saramură.
Măslinul sălbatic este un pom mic cu aspect de tufiș, cu creștere lentă și crengi presărate cu ghimpi. Varietățile cultivate prezintă multe deosebiri, dar în general sunt lipsite de spini, mai compacte și mai productive. Măslinii au o creștere lentă, dar sunt și foarte longevivi. Lăsați să se dezvolte natural, măslinii pot avea trunchiuri de dimensiuni considerabile, fiind înregistrate recorduri de peste 10 metri în diametru și peste șapte secole de viață. În Italia se crede că unii din cei mai bătrâni măslini datează din primii ani ai Imperiului Roman, părere infirmată de mulți specialiști.
Există în jur de 20 de specii de măslini, printre acestea se numără: 
Olea brachiata, Olea capensis, Olea caudatilimba, Olea europaea, Olea exasperata, Olea guangxiensis, Olea hainanensis, Olea laxiflora, Olea neriifolia, Olea paniculata, Olea parvilimba, Olea rosea, Olea salicifolia, Olea tetragonoclada, Olea tsoongii, Olea undulata.	
Există, însă, un foarte mare număr de varietăți de măslini cunoscuți crescătorilor din ziua de azi. Doar în Italia au fost identificate peste 300 de varietăți, însă dintre acestea doar câteva sunt cultivate pe suprafețe întinse. Principalele varietăți întâlnite în Italia sunt: Frantoio, Leccino și Carolea. Comparând aceste varietăți cu varietățile descrise de savanții Romei antice nu s-a reușit o identificare sigură. Se crede, totuși, că unele varietăți existente în zilele noastre sunt înrudite cu varietatea Licinian, descrisă de Plinius alături de alte 15 varietăți cultivate în vremea sa. Datorită uleiului obținut, Licinian era cea mai apreciată varietate în Roma Antică.
Spre deosebire de cele din Italia, varietățile întâlnite în Spania au frunze mai late și fructe mai mari, însă cu un gust mai amar, iar uleiul extras este inferior din punct de vedere calitativ. Din acest motiv măslinele produse în Spania sunt mai rar destinate obținerii de ulei, în schimb sunt tratate și consumate. Adesea sunt extrași sâmburii, iar fructele sunt umplute cu diverse garnituri și îmbuteliate în saramură sau oțet. Din cele aproximativ 260 de varietăți existente în Spania doar 25 sunt frecvent folosite pentru obținerea uleiului. Principalele varietăți cultivate în Spania sunt: Arbequina, Cornicabra, Blanqueta, Empeltre, Gordal, Farga, Lechin, Hojiblanca, Manzanilla și Picual.
Datorită iernilor blânde, verilor toride, solului calcaros și întinselor suprafețe de litoral, Grecia oferă condiții excelente pentru dezvoltarea măslinului. Varietățile des întâlnite în Grecia sunt: Kalamon, Halkidikis și Savory. 
- Varietatea Kalamon oferă excelente măsline de masă și este intens plantată în Messinia, Lakonia și Agrinio. Fructele ajunse la maturitate sunt culese în lunile noiembrie și decembrie.
- Varietatea Halkidikis este cultivată cu preponderență în zona Halkidiki și este cunoscută și ca măslina mamut, datorită dimensiunilor considerabile atinse de fructe.
- Varietatea Savory, întâlnită în Attica, Creta și Thassos, elimină parțial gustul amar al fructului în timpul coacerii.

Măslinele de masă pot fi clasificate în funcție de dimensiuni și de numărul de măsline dintr-un kilogram.

## Cultivarea măslinelor
Primele evidențe ale domesticirii măslinilor, vin din perioada Calcolitică, din interiorul sitului arheologic Teleilat el Ghassul de pe teritoriul Iordaniei de azi. Fermierii din antichitate credeau ca arborele de măslin, nu ar putea crește la o distanță considerabilă de mare, Theophrastus considerând ca 55,6 km ar fi limita. Cercetările moderne nu confirmă de fiecare dată acest fapt, și totodată măslinii având o preferință pentru zonele de coastă, aceștia au fost cultivați și mai în interiorul continentelor cu climat potrivit,  în particular în zona Mediteraneeană (Iberia, nord-vestul Africii) , unde iernile sunt blânde.
Măslinele sunt cultivate în multe regiuni ale zonei Mediteraneene, ca de exemplu în Africa de Sud, Chile, Peru, Australia, Oregon, California și în zone cu climat temperat ca de exemplu, în Noua Zeelandă. De asemenea, arborii de măslin mai sunt cultivați în Provincia Cordoba, Argentina, care are un climat cu veri ploioase și ierni aride.

### Creșterea și înmulțirea
Arborii de măslin preferă solurile calcaroase, prosperând pe pante și faleze calcaroase, și în condiții de climă de coastă. Aceștia cresc și în soluri ușoare, precum argila, dar și în cele bogate, doar că sunt mai predispuși la boli și calitatea uleiului devenind mai săracă. Măslinele preferă vremea caldă și însorită, fără umbră, în timp ce temperaturile de sub −10 °C pot cauza chiar moartea unui arbore matur. Au o bună toleranță la uscăciunea solului, datorită rădăcinilor extinse și rezistente. Arborii de măslin, pot trăi chiar mai multe secole și pot să producă constant fructe, atâta timp cât sunt curățați regulat.
Doar câteva varietăți de arbori de măslini, pot fi utilizați pentru altoire. Specia de arbore „Pendolino” poate să facă fructe și pe cont propriu, fără a fi altoit, dar în cazul în care este acesta ar produce fructe mai mari. Alți altoi compatibili includ speciile „Leccino”, „Maurino” și „Pendolino” care sunt utilizați îndeosebi în livezi. 
Măslinii sunt crescuți la rândul lor din semințe. Pentru a facilita procesul de germinare, coaja fructului, este tratată printr-o ușoară putrezire, sau înmuiată în apă fierbinte sau în substanță alcalină. 
În situații de frig extrem când copacul este deteriorat sau ucis, rădăcina poate supraviețui și produce ramuri noi, care mai târziu vor deveni un pom fructifer. În acest fel, aceștia se pot regenera singuri.
Acești pomi cresc foarte încet, pe parcursul mai multor ani, până când trunchiul atinge un diametru considerabil. Înălțimea lor nu este mai mare de 10 m, fiind menținută la dimensiuni limitate datorită curățării frecvente ale crengilor. 
Specia Olea Europaea este foarte tolerantă în condiții de uscăciune, boli și este rezistentă la foc, reușind astfel să supraviețuiască pentru mulți ani. Sistemul de rădăcini este unul robust și capabil să regenereze pomul, chiar dacă structura de la suprafața pământului este distrusă. Cu cât pomul este mai bătrân, cu atât trunchiul devine mai lat și mai noduros. Se zice că majoritatea livezilor de măslini de pe coasta Mediteraneeană au sute de ani, iar vârsta de peste 2000 de ani a fost rar întâlnită. 